# Hortensia SAGA 蒼之騎士團
《Hortensia SAGA 蒼之騎士團》是日本電子遊戲公司SEGA開發的電子角色扮演遊戲，分為日文和繁體、簡體中文三個版本，其中繁體版由奧爾資訊代理營運。

## 遊戲內容
相較於其他手遊，蒼之騎士團的角色多為原創角色，僅有少數角色是取於神話、歷史、童話，並且每一個角色都有獨立的騎士傳劇情。遊戲中的任務分為主線任務、外傳、騎士傳、每日任務、大十字任務，另外還有期間限定的活動任務和40人對戰的騎士團戰；故事由主線任務、外傳、騎士傳相輔而成，交織成一段氣勢磅礡的宏偉劇情。遊戲屬性分為斬、打、突、遠四種，等級則由低至高分為N、R、SR（BP10）、SR（BP11）、SSR（BP12）、SSR（BP13）、UR(BP14)

## 遊戲劇情
第一部：蒼之騎士團
在奧爾坦西亞王國境內強大的藩領科美利亞公國興起叛亂的同時，許多的災厄一夕之間降臨到了王國之中，原本年紀輕輕就成為奧爾坦西亞王國境內的藩領歐貝魯的領主的主角與他神秘的僕從馬利歐斯，為了守護王國，投身加入了對抗各地湧現的魔物與叛亂的公國的戰鬥之中......
第二部：承襲宿命之人
王國終於為瑪莉愛爾公主和夏洛國王所收復後，國家藉著瑪莉愛爾卓越的領導能力點滴的重復往日榮景，主角也被公主親任為游擊隊隊長；然而相繼而來的危機是前教宗巴爾戴布隆的激進殘黨和蠢蠢欲動的北方諸國。瑪莉愛爾公主同時也厭倦了王宮裡成天批公文的瑣事，想念起以往和主角的相處時光，同時也深感自己彷彿被囚錮在王宮中，對鄰國的情報總是後知後覺，便義無反顧地逃出王宮再次以隨從身份伴於主角身旁；在幾次應當死亡而未果的事件後，主角也對自己體內的變化日感疑惑恐懼......
故事轉往公國科美利亞發展！
第三部:自由之翼
奧爾坦西亞王國與科美利亞公國之間的戰役已經結束，魯基斯犧牲，主角與妹妹貝娜戴特正式團聚。科美利亞從公國轉為獨立的國家。但戰役結束後，主角的夥伴一一退出歐貝魯騎士團。而最信任的夥伴-戴夫羅特也神秘的消失了。而最終決定成為科美利亞王國的國王羅伊還未登基也離開科美利亞了。而他們的新敵人就是位在科美利亞隔壁的神秘國度-達伊拉

## 登場人物

### 主角團
主角（聲：細谷佳正/石飛恵里花（幼少期））
本故事的主角，歐貝魯的領主。電視動畫版本中的名字為阿爾佛雷德·歐貝爾。
```
 在第12集被魯基司化身狼人殺害，瑪莉愛爾下意識地使用禁忌魔法復活阿爾佛雷德，並非以活人而是以死人生活下去。
```

馬利歐斯·卡斯特雷德（聲：堀江由衣）
主人公的僕從兼見習騎士。
真實身分是失蹤多年的瑪莉愛爾公主，在3年前的王都動亂中由莫里斯帶出。由於認為動亂背後有著針對王家的陰謀，於是為隱藏身分而女扮男裝，從此過上隱姓埋名的生活。
```
 在劇情後半段被正教會抓走行刑，被趕來的亞黛爾海德·奧利維亞等王國一夥人救出。在第12集下意識地使用禁忌魔法復活阿爾佛雷德。
```

莫里斯·波德雷爾（聲：津田健次郎）
主人公的舅舅，3年前擔任王國騎士團第三兵團隊長，身經百戰的騎士。
戴夫羅特·達諾瓦（聲：梅原裕一郎）
賞金獵人，出身於佩特爾村。
為了增長見聞而出外闖蕩，直到聽聞家鄉發生變故而趕回佩特爾村，正好遇上前來調查的主人公一行人。事件結束後作為夥伴加入歐貝魯。
諾諾利亞·佛里（聲：上田麗奈）
侍奉歐貝魯家的仕女。

### 奧爾坦西亞王國
狄地埃·維亞爾德
神殿騎士，後追隨正教會。

### 奧爾坦西亞正教會
亞雷克西·巴爾戴布隆
正教會教皇。
蓋歐爾格·達馬斯
教會騎士團總長。

### 奧利維亞公國
亞黛爾海德·奧利維亞
以尋找瑪莉愛爾公主為主要目標。

### 科美利亞公國
魯基司·F·科美利亞
在劇情最後化身成狼人從王國跳窗出去，下落未知。

## 電視動畫

### 主題曲
片頭曲「LEADER」
作詞：Hiro，作曲：Sho，主唱：MY FIRST STORY
片尾曲
（第1－7話、第9話）
作詞、作曲、編曲、主唱：Mafumafu
「VEIL」（第8話）
作詞：土橋亞希，作曲：ZENTA，主唱：瑪莉愛爾·雷·奧爾坦西亞（堀江由衣）

### 各話列表
| 話數   | 日文標題 | 中文標題                    | 劇本       | 分鏡              | 演出             | 作畫監督 | 總作畫監督                   | 片尾插畫 |
| ------ | -------- | --------------------------- | ---------- | ----------------- | ---------------- | --- | ---------------------------- | -------- |
| 第1章  |          | 覺悟 ～科美利亞之戰～       | 池田臨太郎 | 斗萬旦一          | 川久保圭史       | 本多弘幸、今岡大 山口光紀、山村俊了                                                                                    | 小野田貴之                   |          |
| 第2章  |          | 記憶 〜瑪格尼亞的傳說〜     | 池田臨太郎 | 斗萬旦一          | 石井輝           | 松本淑惠、栗原基彦 吉岡勝、青野厚司                                                                                    | 小野田貴之                   |          |
| 第3章  |          | 鎮魂～前往被隔離的村落～    | 佐藤裕     | 石郷岡範和        | 石郷岡範和       | 內藤伊之介、鵜池一馬 前原薰、岡田正和 小川一郎                                                                         | 前原薰                       |          |
| 第4章  |          | 急轉～邁向混沌的序曲～      | 宮尾百合香 | 工藤進 青柳隆平   | 久保太郎         | 門智昭、青野厚司 吉岡勝、石川慎亮                                                                                      | 小野田貴之                   |          |
| 第5章  |          | 衝突 〜能守護之物〜         | 池田臨太郎 | 坂田純一          | 木村寬           | 山口光紀、原田峰文 山村俊了、森悦史 今岡大、日根野優子 坪田慎太郎、本多弘幸 渡邊和夫                                   | 渡邊和夫 本多弘幸            | 丸       |
| 第6章  |          | 真偽 〜公主的重擔〜         | 宮尾百合香 | 高田昌豐          | 高田昌豐         | 松本淑惠、栗原基彦 Son kil yung Kim dae jung Park mi hyun                                                              | 前原薰                       | 翠燕     |
| 第7章  |          | 絕境 〜被揭露的真相〜       | 佐藤裕     | 伊藤達文          | 川久保圭史       | 岡田正和、小川一郎 内藤伊之介、西道拓哉 鵜池一馬 Lee Seunghui Shin Hyeon                                               | 小野田貴之 渡邊和夫 北原廣大 |          |
| 第8章  |          | 燈火 〜公主的歸來〜         | 池田臨太郎 | 坂田純一 青柳隆平 | 飛田剛           | 今里佳子、吉岡勝 川森昇、 嘉村弘之、河村涼子 及川博史、原田峰文 丸山翔子                                               | 本多弘幸 小野田貴之          | nakano   |
| 第9章  |          | 魔女 〜回到過往的試煉〜     | 宮尾百合香 | 坂田純一          | 中邑正           | 松本淑惠、小川一郎 吉野麥、鎌田均 前原薰 Son kil yung Kim dae jung Park mi hyun Oh yang hyun                           | 前原薰 北原廣大              | 吉住     |
| 第10章 |          | 決戰 〜通往解放的行軍〜     | 佐藤裕     | 駒田由貴          | 駒田由貴         | 西道拓哉、内藤伊之介 栗原基彦、池田志乃 岡田正和                                                                       | 渡邊和夫                     |          |
| 第11章 |          | 攻防 〜前往信念的盡頭〜     | 池田臨太郎 | 川畑喬            | 久保太郎、角谷理 | 今里佳子、柑原豆真 河村涼子、後藤孝宏 前原薫、吉岡勝 吉野麦、ユキシズク                                                | 小野田貴之、本多弘幸         |          |
| 第12章 |          | 約定 〜再次在黃昏的山丘上〜 | 池田臨太郎 | 寺東克己          | 川久保圭史       | 吉野麦、吉岡勝 及川博史、川岸隆太 藤田正幸、後藤孝宏 内藤伊之介、前原薫 栗原基彦、今里佳子 柑原豆真、SPJ Kim Jeong Lim | 小野田貴之、本多弘幸         |          |

### 藍光與DVD
| 卷數 | 發售日期      | 收錄話數       | 規格編號     | 規格編號     |
| 卷數 | 發售日期      | 收錄話數       | 藍光版       | DVD版        |
| ---- | ------------- | -------------- | ------------ | ------------ |
| 上   | 2021年3月17日 | 第1話 ~ 第4話  | ANZX-13211/2 | ANZB-13211/2 |
| 中   | 2021年4月28日 | 第5話 ~ 第8話  | ANZX-13213/4 | ANZB-13213/4 |
| 下   | 2021年5月26日 | 第9話 ~ 第12話 | ANZX-13215/6 | ANZB-13215/6 |

## 商業代言與合作
- 2015/11/16~11/23 台版專屬企劃和輕小說魔技科的劍士與召喚魔王合作，推出台版限定角色轉蛋
- 2016/1/6~1/31 台版專屬企劃再度和輕小說魔技科的劍士與召喚魔王二度合作，推出台版限定角色轉蛋
- 2016/1/22~1/24‧、2016/2/15~2/24 推出台版廣告代言人許萌希(拐拐)推出限定角色轉蛋，並且由許萌希本人配音
- 2016/2/15~3/1 日版和亞爾斯蘭戰記合作推出活動アルスラーン戦記～異界の扉と決意の王太子～和限定轉蛋，台版於2016/6/15~7/1跟進
- 2016/2/25~3/3 台版專屬企劃和輕小說魔技科的劍士與召喚魔王合作，推出台版限定角色轉蛋
- 2016/3/22~3/26 台版專屬企劃和天使帝國系列合作，推出台版限定角色轉蛋
- 2016/7/15~8/1 日版和人氣作品Fate/Stay Night手機遊戲《Unlimited Blade Works》合作推出活動 フェイトコラボ～英雄王とマゴニアの奇跡和限定轉蛋
- 2016/7/19 台版和Blade Arcus from Shining EX合作推出台版限定角色轉蛋
- 2016/9/26~10/21 台版和雷亞音樂遊戲Deemo推出台版限定活動DEEMO~王國音樂祭與夢境的樂章~和限定角色轉蛋，日版則是選擇該系列部分角色，以徽章兌換方式進行合作
- 2016/10/15~10/31 日版和七大罪推出活動七つの大罪 聖戦の予兆和限定轉蛋
- 2018/4/2~4/16 台版和新世紀福音戰士推出合作願望之劍，思念之鎧和活動限定轉蛋

## 外部連結
- 官方网站（日語）
- オルタンシア・サーガ-公式的X（前Twitter）（日語）
- TVアニメ「オルタンシア・サーガ」公式サイト（日語）
- 【公式】TVアニメ「オルタンシア・サーガ」的X（前Twitter）（日語）